# زبان‌های رایج در ایران
جمعیت ایران، براساس تخمین در سال ۱۴۰۴ خورشیدی، بالغ بر ۸۹ میلیون و ۷۱۳ هزار نفر بوده است. نشریه‌های گوناگون، گزارش‌های متفاوتی از آمار پراکندگی زبان‌ها در ایران منتشر کرده‌اند. با وجود تنوع زبانی و قومیتی بالا در ایران مردم این کشور زبان فارسی را به عنوان زبان مشترک برگزیده‌اند و طبق قانون اساسی ایران نیز زبان فارسی زبان رسمی کشور می‌باشد.
زبانها یا گویش‌های رایج در ایران عبارتند از لری، ترکی، عربی، بلوچی، گیلانی و غیره

## تفاوت آمارها
علت تنوع آمارها به این خاطر است:
1. مرز روشنی از زبان‌ها وجود ندارد و زبان فارسی به‌عنوان زبان میانجی و زبان رسمی در تمامی نقاط ایران که زبان‌های بومی رایج هست، وجود دارد.
2. جابه‌جایی‌ها و مهاجرت‌ها تعادل زبانی یک منطقه را به هم می‌زند.

## گزارش‌ها و تخمین‌ها

زبان‌ها، اقوام و مذاهب عمده در ایران بر اساس آمار سازمان اطلاعات آمریکا (سیا)، سال ۲۰۰۸ میلادی

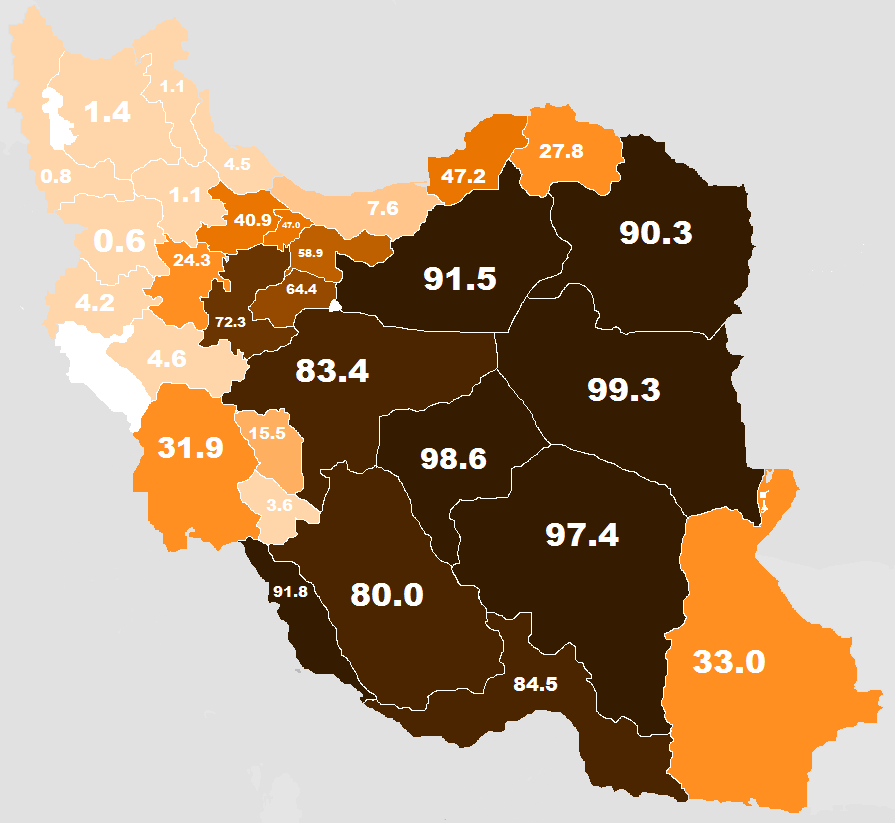
پراکندگی فارسی‌زبانان در استان‌های ایران، سال ۲۰۱۰ میلادی

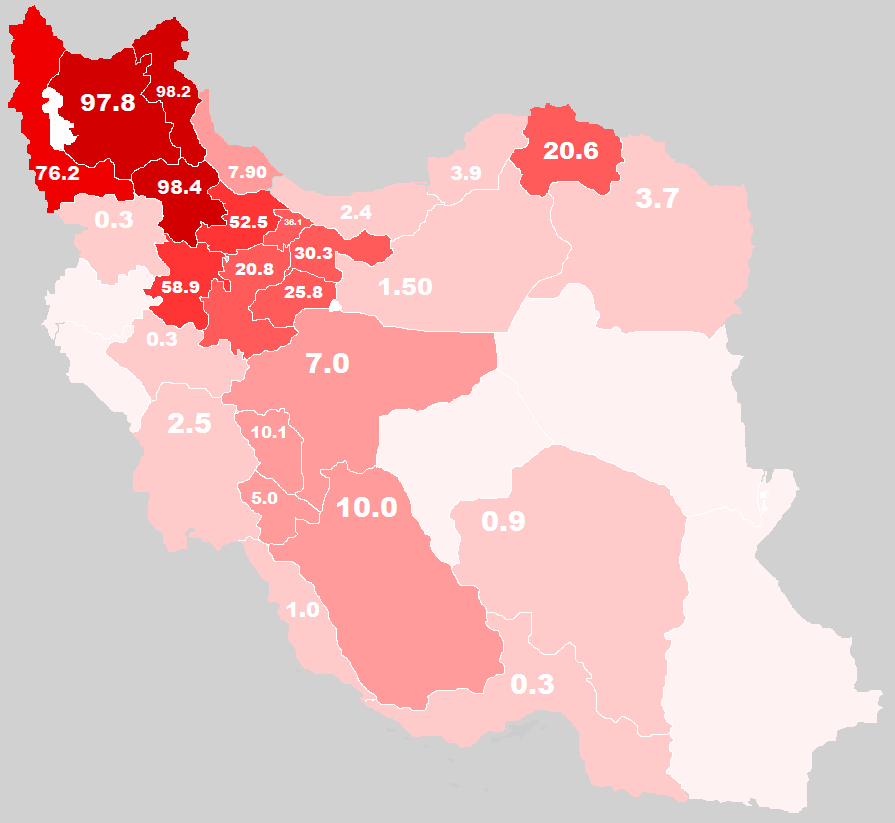
پراکندگی ترکی‌زبانان در استان‌های ایران، سال ۲۰۱۰ میلادی

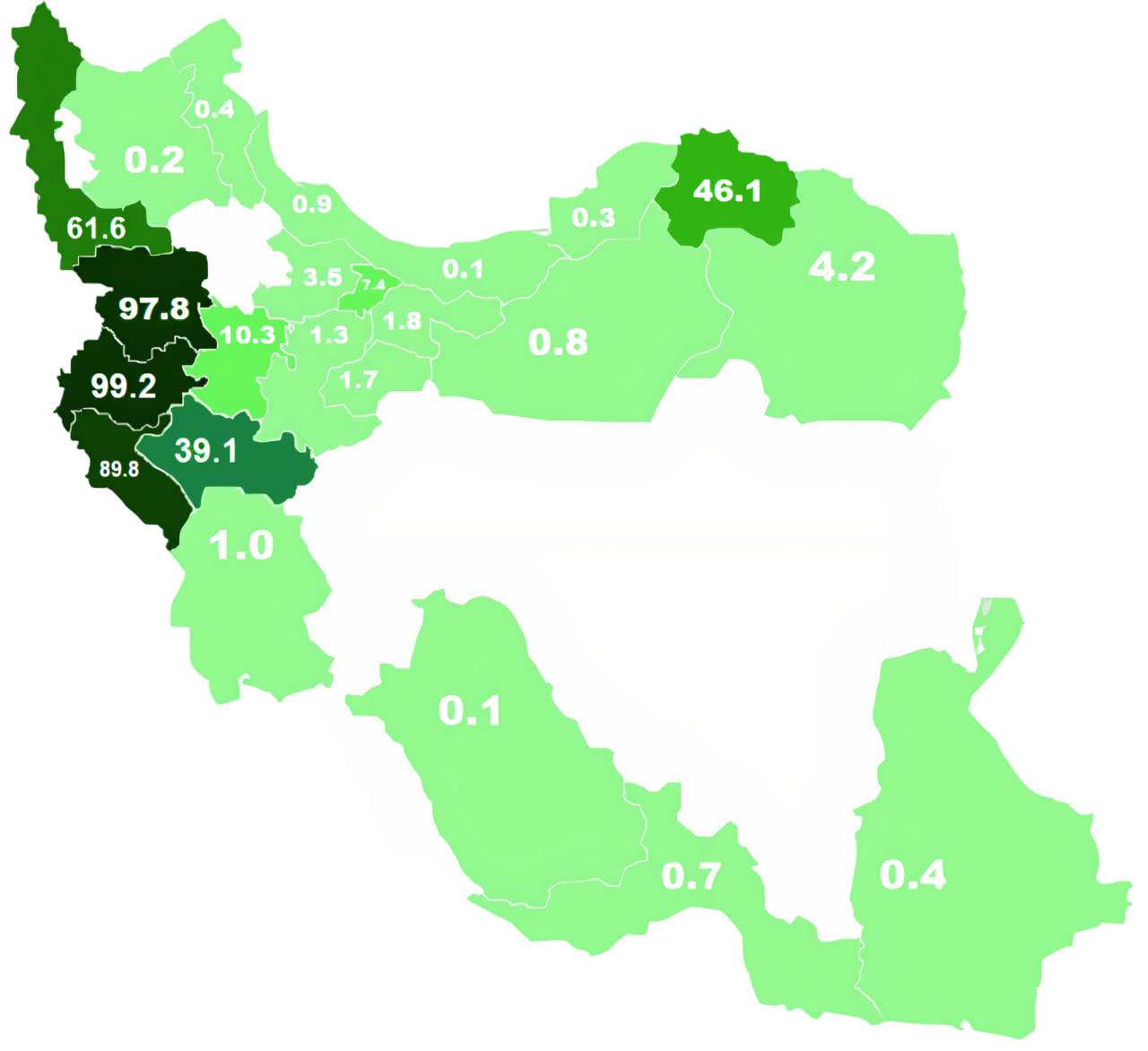
پراکندگی کردی‌زبانان در استان‌های ایران، سال ۲۰۱۰ میلادی

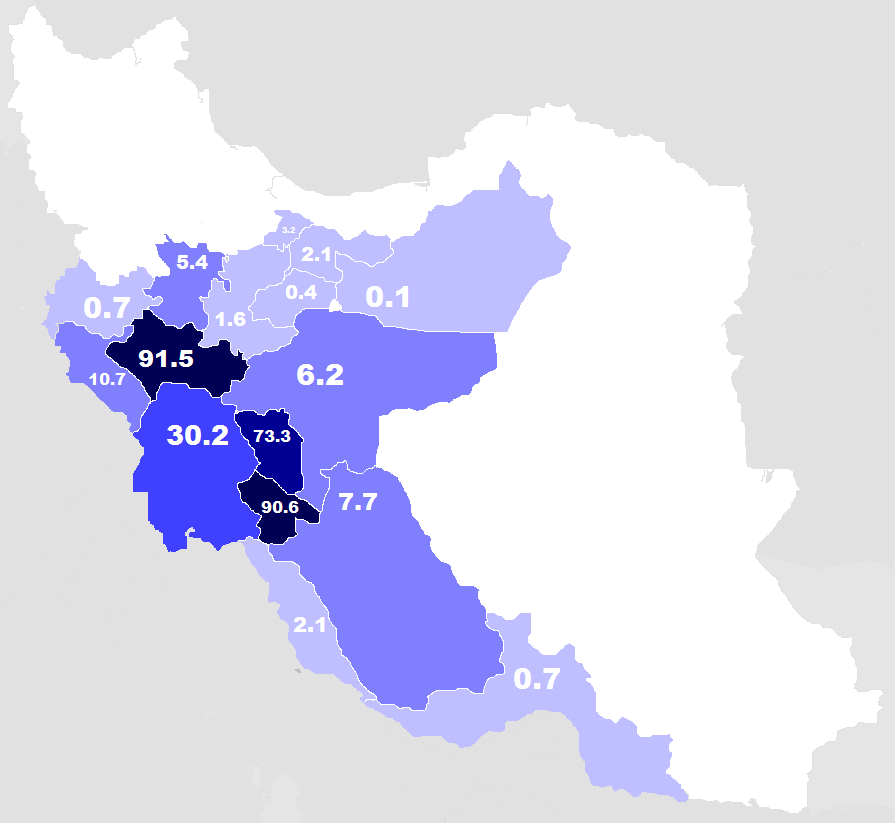
پراکندگی لری‌زبانان در استان‌های ایران، سال ۲۰۱۰ میلادی

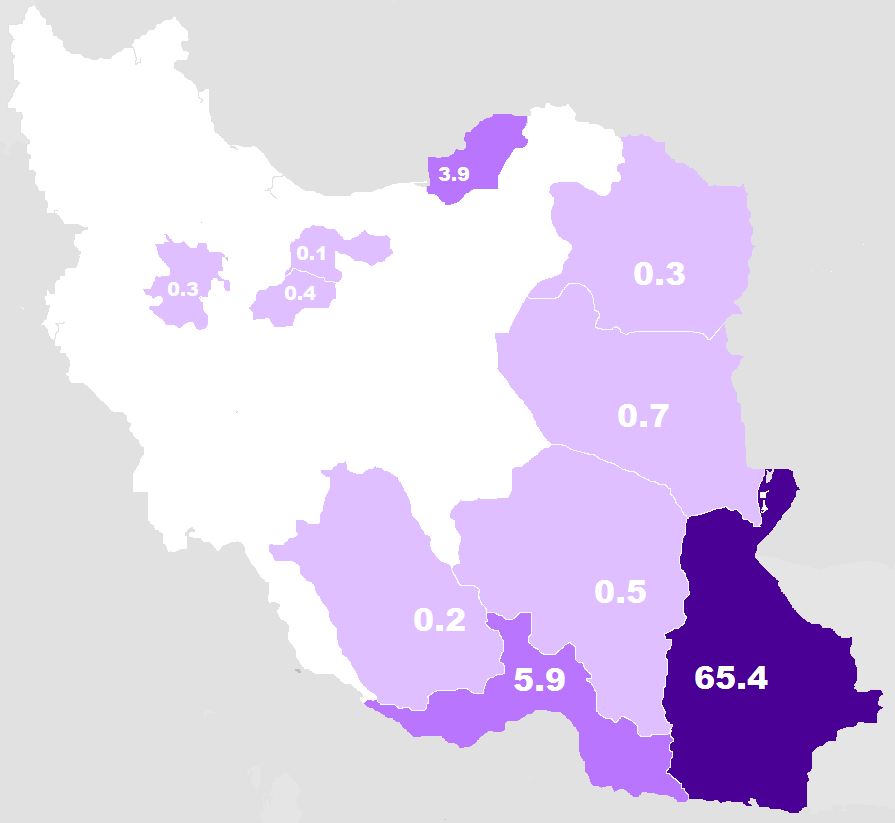
پراکندگی بلوچی‌زبانان در استان‌های ایران، سال ۲۰۱۰ میلادی

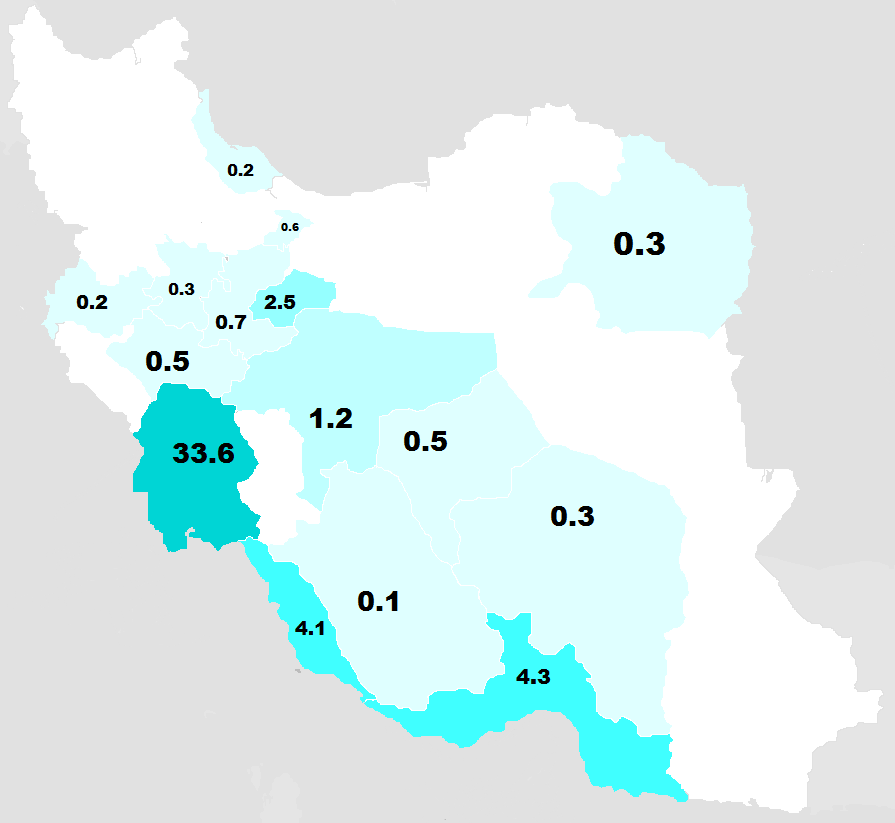
پراکندگی عربی‌زبانان در استان‌های ایران، سال ۲۰۱۰ میلادی

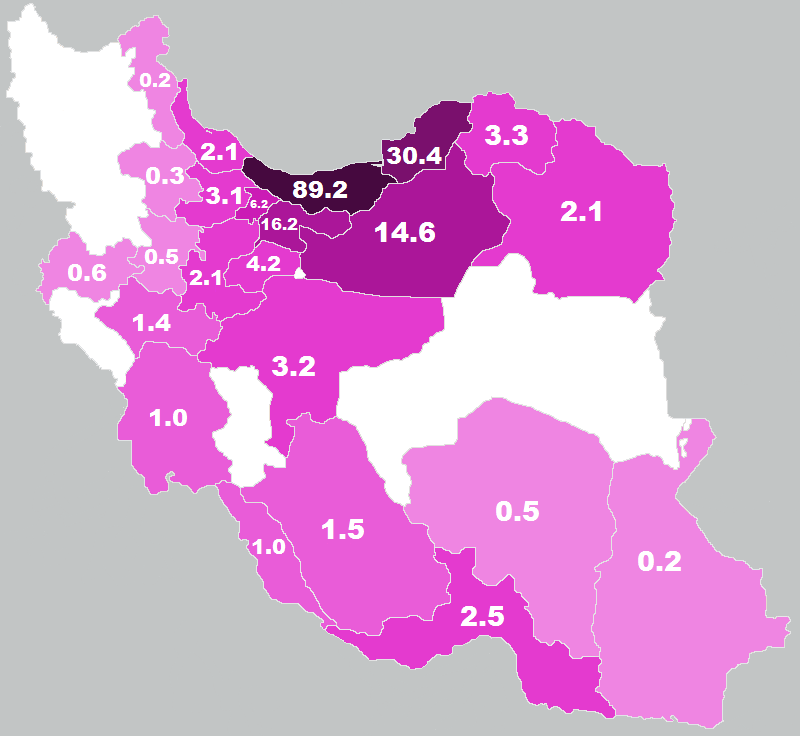
پراکندگی مازنی‌زبانان در استان‌های ایران، سال ۲۰۱۰ میلادی

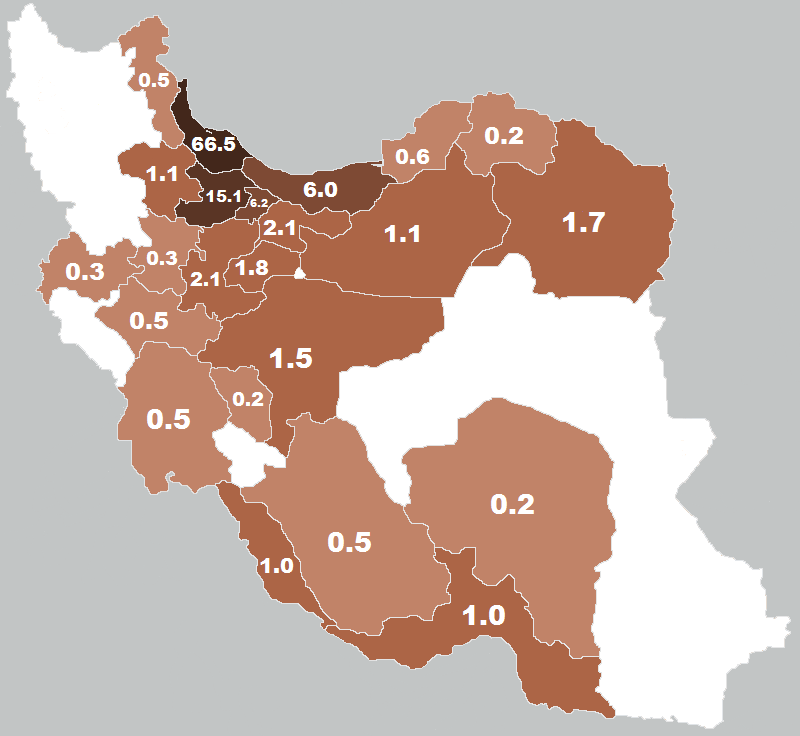
پراکندگی گیلکی‌زبانان در استان‌های ایران، سال ۲۰۱۰ میلادی

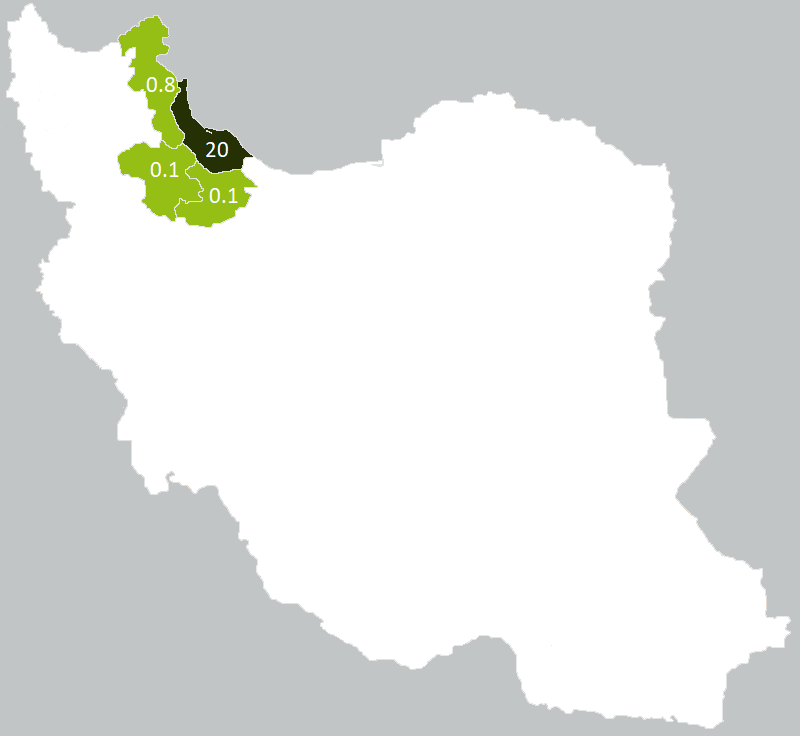
پراکندگی تالشی‌زبانان در استان‌های ایران، سال ۲۰۱۰ میلادی

### اتنولوگ
اتنولوگ جمعیت فارسی‌زبانان ایران در سال ۲۰۱۶ را ۵۰ میلیون و ۴۰۰ هزار نفر یعنی بیش از ۶۲ درصد می‌داند.

### جمعیت گویشوران
جمعیت ایران در پایان سال ۲۰۱۶ میلادی، برپایه برآوردهای گوناگون میان ۷۹ تا ۸۱ میلیون نفر بوده‌ است. اتنولوگ جمعیت گویشوران زبان‌های گوناگون در ایران در سال ۲۰۱۶ میلادی را به ترتیب زیر بیان کرده است. به این نکته توجه شود که میان قومیت و گویشور تفاوت وجود دارد. برای نمونه میزان جمعیت آذری‌زبانان در جدول لحاظ شده‌است؛ درحالی‌که جمعیت آذری‌تباران اندکی بیش‌تر است.
| ردیف      | نام                      | جمعیت(۲۰۱۶) | درصد از کل جمعیت ایران(۲۰۱۶) |
| --------- | ------------------------ | ----------- | ---------------------------- |
| ۱         | زبان فارسی               | ۵۰٬۴۰۰٬۰۰۰  | ۶۲٫۷۴                        |
| ۲         | زبان ترکی آذربایجانی     | ۱۰٬۹۰۰٬۰۰۰  | ۱۳٫۵۷                        |
| ۳         | زبان کردی                | ۵٬۵۹۰٬۰۰۰   | ۶٫۹۵                         |
| ۴         | زبان لری                 | ۱٬۷۰۰٬۰۰۰   | ۲٫۱۱                         |
| ۵         | زبان گیلکی               | ۲٬۴۰۰٬۰۰۰   | ۲٫۹۸                         |
| ۶         | زبان مازندرانی           | ۲٬۳۴۰٬۰۰۰   | ۲٫۹۱                         |
| ۷         | زبان بلوچی               | ۱٬۹۲۰٬۰۰۰   | ۲٫۳۹                         |
| ۸         | زبان عربی                | ۱٬۳۲۰٬۰۰۰   | ۱٫۶۴                         |
| ۹         | زبان لکی                 | ۱٬۰۰۰٬۰۰۰   | ۱٫۲۴                         |
| ۱۰        | زبان ترکمنی              | ۷۹۰٬۰۰۰     | ۰٫۹۸                         |
| ۱۱        | زبان ترکی خراسانی        | ۸۸۶٬۰۰۰     | ۱٫۱۰                         |
| ۱۲        | زبان قشقایی              | ۹۵۹٬۰۰۰     | ۱٫۱۹                         |
| ۱۳        | زبان تاتی و زبان تالشی   | ۴۰۰٬۰۰۰     | ۰٫۴۹                         |
| ۱۴        | زبان ارمنی               | ۱۰۰٬۰۰۰     | ۰٫۱۲                         |
| ۱۵        | زبان آشوری               | ۱۵٬۰۰۰      | ۰٫۰۲                         |
| ۱۶        | سایر زبان‌های ایرانی      | محدود       | ۰٫۰۴                         |
| ۱۷        | سایر زبان‌های غیر ایرانی  | محدود       | ۰٫۰۲                         |
| کل تجمیعی | کل زبان‌های رایج در ایران | ۸۰٬۷۲۰٬۰۰۰  | ۱۰۰                          |

### مرکز آمار ایران
بر اساس نتایج سرشماری سال ۱۳۷۵ دربارهٔ ترکیب قومی ملّت ایران، جمعیت فارسی‌زبانان حدود ۷۳ تا ۷۵ درصد جمعیت ایران است. آمار سرشماری سال ۱۳۷۵ نشان می‌دهد که ۸۲ تا ۸۳ درصد مردم فارسی صحبت می‌کنند و ۸۶ درصد از آن‌ها فقط فارسی را می‌فهمند. پَس از فارسی‌زبانان، آذری‌ها فراوانی بیشتری دارد. جمعیت آذری‌ها حدود ۱۵ الی۱۷ درصد و جمعیت ترکمن‌ها حدود ۲/۱ درصد جمعیت ایران است. حدود ۵/۳ الی ۵ درصد از جمعیت به سومین گروه قومی، یعنی کردها اختصاص دارد. پس از آن‌ها به ترتیب عرب‌ها در جنوب غربی کشور با حدود ۳ درصد و بلوچ‌ها در جنوب شرقی کشور با حدود ۲ درصد از کل جمعیت قرار دارند.

### سازمان سیا
سازمان سیا در کتاب حقایق خود درصد گویشوران هر زبان از جمعیت ایران را این‌گونه اعلام کرده است:
- زبان فارسی: ۵۳ درصد
- زبان‌های ترک‌تبار (آذری، ترکی خراسانی، قشقایی، افشاری، ترکمنی و خلجی): ۱۸ درصد
- زبان‌های کردی: ۱۰ درصد
- زبان گیلکی و زبان مازندرانی: ۷ درصد
- زبان لری: ۶ درصد
- زبان عربی: ۲ درصد
- زبان بلوچی: ۲ درصد
- زبان تاتی و زبان تالشی: ۱ درصد
- دیگر زبان‌ها (ارمنی، اچمی، گرجی و غیره): ۱ درصد

### صندوق جمعیت ملل متحد
بر پایه‌گذارش صندوق جمعیت ملل متحد نیز زبان جمعیت ایران متشکل از
- ۵۱٪ زبان فارسی
- ۲۴٪ زبان ترکی آذربایجانی
- ۷٪ زبان گیلکی و زبان مازندرانی
- ۷٪ زبان‌های کردی
- ۳٪ زبان عربی
- ۲٪ زبان بلوچی
- ۲٪ زبان لری
- ۲٪ زبان ترکمنی
- ۱٪ زبان تاتی و زبان تالشی
- ۱٪ دیگر زبان‌ها مانند لکی، ترکی خراسانی، قشقایی، افشاری، خلجی، قزاقی، هزارگی، گرجی، ارمنی و…

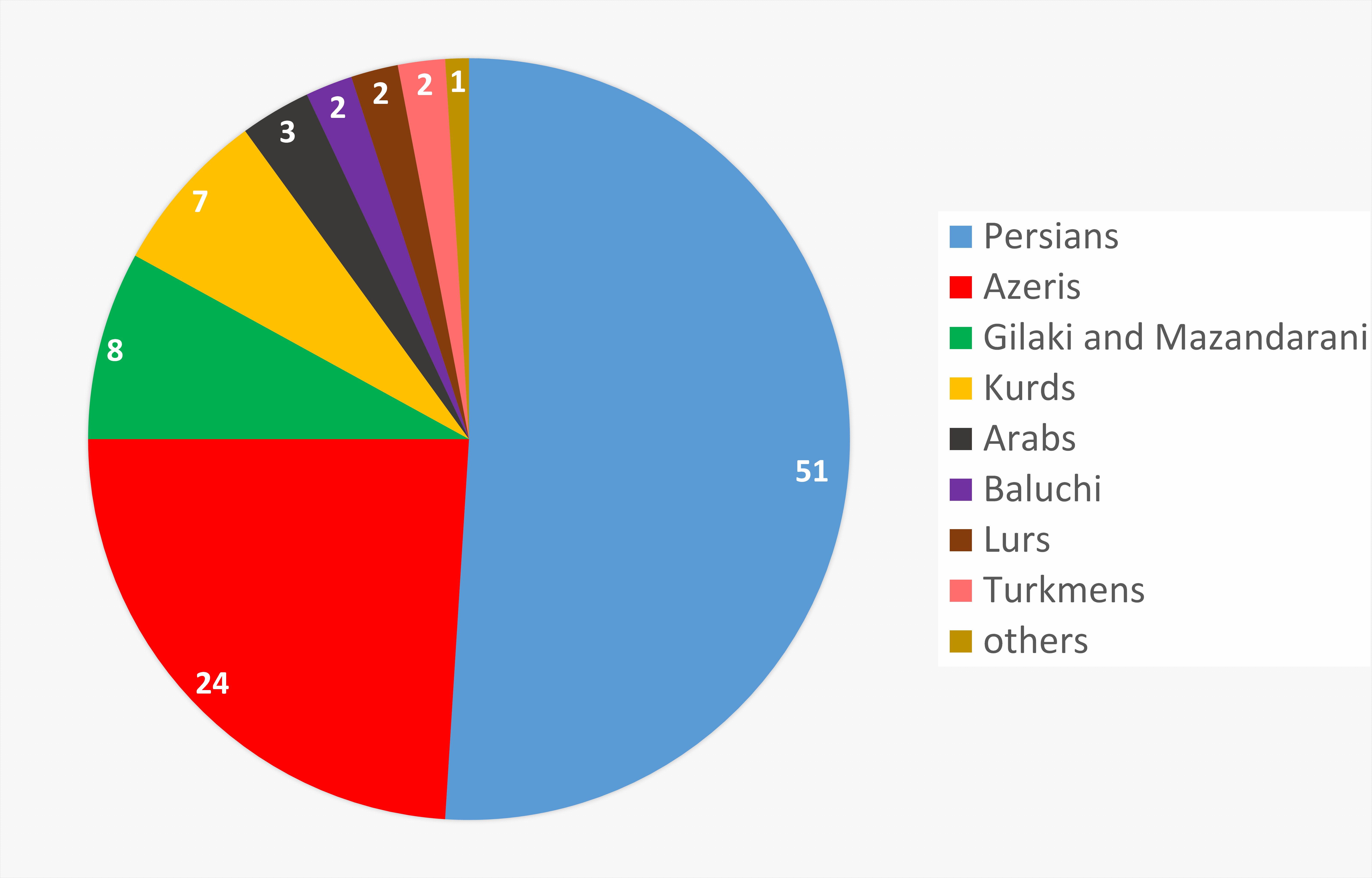
درصد متکلمین زبان‌های رایج در ایران بر اساس گزارش سازمان ملل متحد

### سازمان فردای بی ترور
بر پایه آماری که سازمانی مستقر در آمریکا به نام «فردای بی ترور» با ضریب خطای +/- ۳٫۱٪ که با نمونه برداری یکنواخت به تفکیک جمعیت آماری هر استان گرفته شده است، آمار زیر به دست آمده است:
- زبان فارسی ۵۰٫۵٪
- زبان ترکی آذربایجانی ۲۱٫۶٪
- زبان‌های کردی ۷٫۶٪
- زبان گیلکی و زبان مازندرانی ۶٫۹٪
- زبان عربی ۲٫۷٪
- زبان لری ۵٫۹٪
- زبان بلوچی ۱٫۴٪
- زبان ترکمنی ۰٫۹٪
- نامشخص ۱–۱٫۵٪

## زبان‌های در خطر انقراض در ایران
زبان‌های ایرانی به چهار دوره نیاایرانی یا پیشاایرانی، ایرانی باستان، ایرانی میانه و ایرانی نو دسته‌بندی می‌شوند.
کتاب اطلس زبان‌های در معرض خطر جهان که به سردبیری کریستوفر موزلی و به قلم تعدادی از کارشناسان زبانشناسی در مناطق مختلف جغرافیایی جهان نوشته شده و توسط «سازمان یونسکو» منتشر گردیده، مطالبی را در خصوص زبانهای درمعرض خطر یا انقراض در جهان به رشته تحریر درآورده است. یونسکو برای نخستین بار در سال ۱۹۹۶ اطلس زبان‌های در معرض خطر را منتشر نمود. زبان در معرض خطر یا در حال انقراض، زبانی است که توسط نسل‌های قبلی به نسل جدید منتقل نمی‌شود. اینگونه زبان‌ها حتی در بین افرادی که به آن زبان صحبت می‌کنند فاقد هرگونه اعتبار بوده و در بسیاری از موارد به صورت نوشته نیستند و فقط جنبه شفاهی دارند. طبق اعلام اطلس زبان‌های جهان بیش از ۲۰ زبان در ایران در معرض نابودی و انقراض کامل هستند. یونسکو نیز ۲۴ یا ۲۵ زبان را در خطر نابودی در ایران اعلام کرده است. آماری که در منابع از جمله اطلس زبان‌های درخطر سازمان یونسکو از شمار و نام زبان‌های درخطر ایران ارائه شده دقیق نیست. به عنوان مثال در این اطلس تعداد زبان‌های در خطر ایران، ۲۵ زبان برآورد شده است اما این فهرست از دید متخصصان فهرست قابل پذیرش نیست. براساس اطلاعاتی که در منابع آمده است، تعداد زبان‌های زنده ایران ۷۶ زبان است. در بین این ۷۶ زبان چیزی حدود نیمی از این زبان‌ها با درجه‌های مختلف در خطر هستند. سازمان یونسکو ۶ درجه برای میزان درخطربودن یک زبان در نظر گرفته است و ۹ عامل را در این امر مؤثر می‌داند. از بین این عوامل دو عامل از اهمیت بالایی برخوردارند. یکی از آن‌ها تعداد سخنگویان زبان است. عامل دوم که یونسکو از آن به عنوان عامل طلایی یاد می‌کند، عامل انتقال بین نسلی است.
گویش‌های هرزنی و گرینگانی در استان اردبیل، تالشی در استان گیلان، وفسی و آشتیانی در استان مرکزی و تاکستانی در استان قزوین که همگی از گویش‌های زبان تاتی به‌شمار می‌روند، در خطر هستند. همچنین گویشوران لاهیجی، بالاخانی، سوراخانی و… که گویش‌های تاتی جمهوری آذربایجان محسوب می‌شوند نیز با چنان سرعتی در حال کاهشند که از دیدگاه زبانشناسی جزو زبان‌های «در حال انقراض» شمرده می‌شوند. شماری از گویش‌های استان سمنان نیز در معرض نابودی است. همچنین «کُمزاری» (Komzari) که یک گویش ایرانی است و گویشوران آن در آنسوی تنگه هرمز و در کشور عمان هستند نیز جزو زبان‌های در خطر است. راهجردی، دزیدی، نطنزی، گزی، خونسازی، نائینی، دری زرتشتی، سنها (Sonha)، سیوندی، کرشی (به انگلیسی:Koroshi)، اچمی و گویشهای آن از جمله بشکردی و کمزاری از دیگر زبان‌های ایرانی در خطر هستند. شماری از زبان‌هایی که گویشورانشان در تاجیکستان، ازبکستان، افغانستان و شرق چین زندگی می‌کنند نیز در گروه زبان‌های تهدید شونده قرار دارند.
بر پایه اطلاعاتی که در منابع آمده است شمار زبان‌های زنده ایران ۷۶ زبان است. در میان این ۷۶ زبان چیزی حدود نیمی از این زبان‌ها با درجه‌های گوناگون در خطر هستند. سازمان یونسکو ۶ درجه برای میزان درخطربودن یک زبان در نظر گرفته است و ۹ عامل را در این امر مؤثر می‌داند. از میان این عوامل دو عامل از اهمیت بالایی برخوردارند. یکی از آن‌ها شمار سخنگویان زبان است. عامل دوم که یونسکو از آن به عنوان عامل طلایی یاد می‌کند، عامل انتقال میان نسلی است؛ یعنی پدر و مادر در خانواده این زبان را به فرزندان‌شان منتقل می‌کنند یا خیر. تصور کنید که خانواده به هر دلیلی برای مثال به دلیل اعتبار بالای زبان دیگر، با فرزندانشان به زبان بومی خود حرف نزنند و برای گفتگو با آن‌ها آن زبان دوم را به کار برند. در چنین حالتی نسل والدین آخرین سخنگویان آن زبان بومی خواهند بود و با مرگ آن‌ها آن زبان هم از میان می‌رود. بر پایه آمارهای رسمی سازمان یونسکو بیش از ۵۰ درصد از هفت هزار زبان شناخته شده در دنیا در آستانه نابودی هستند. از میان هفت هزار زبان، تنها چند صد زبان در نظام‌های آموزشی و رسمی در دنیا ارائه می‌شوند و کمتر از ۱۰۰ زبان در دنیای دیجیتال به کار گرفته می‌شوند. آماری که در منابع از جمله اطلس زبان‌های درخطر سازمان یونسکو از شمار و نام زبان‌های درخطر ایران ارائه شده دقیق نیست. به عنوان مثال در این اطلس شمار زبان‌های در خطر ایران، ۲۵ زبان برآورد شده است اما این فهرست از دید متخصصان فهرست قابل پذیرش نیست. نکتهٔ دیگر این‌که اصطلاح‌های زبان، گویش و لهجه را زبان‌شناسان با وسواس خاصی استفاده می‌کنند و بین آن‌ها بر سر تعاریف این اصطلاح‌ها در مواردی اتفاق نظر وجود ندارد. باید توجه داشته باشیم این تعدادی که می‌گوییم بسته به اینکه زبان و گویش را با چه تعریفی استفاده می‌کنیم و چه چیزی را مد نظر داریم، متفاوت است. زبان‌شناسان باور دارند که بیش از نیمی از زبان‌هایی که در سراسر جهان رواج دارد، کم‌تر از ۱۰۰ سال آینده از بین می‌روند. علت این است که زبان‌های دنیا از نظر شمار سخنگو، از نظر اهمیت اقتصادی و اجتماعی و دیگر فاکتورهای که می‌تواند به نگهداری یک زبان کمک کند، شرایط یکسانی ندارند. پنجاه درصد جمعیت جهان تنها به حدود بیست زبان سخن می‌گویند. زبان‌های چینی، انگلیسی و اسپانیایی در زمرهٔ این ۲۰ زبان و جزو زبان‌های اکثریت هستند. هر یک از زبان‌های اکثریت به تنهایی بیش از ۵۰ میلیون سخنگو دارند و معمولاً قدرت اقتصادی و اجتماعی در دست سخنگویان این زبان‌هاست؛ بنابراین این زبان‌ها از پایگاهی قوی برخوردار هستند. غیر از این ۲۰ زبان، دیگر زبان‌هایی که در جهان هستند، به نوعی زبان اقلیت محسوب می‌شوند. به دلیل اینکه به نسبت زبان‌های اکثریت چه به لحاظ شمار سخنگو و چه به لحاظ وضعیت اقتصادی در رتبهٔ پایین‌تری قرار دارند. پنجاه درصد بقیهٔ مردم جهان به بقیهٔ زبان‌های پرشمار موجود در جهان گویش می‌کنند؛ بنابراین شمار سخنگویان برخی از این زبان‌ها بسیار کم است و ممکن است تنها چند ده یا چند صد سخنگو داشته باشند. زبان‌هایی که شمار سخنگویانشان کمتر است و جایگاه اجتماعی بالایی ندارند، در معرض خطر نابودی قرار دارند. این موضوع هم چند عامل دارد. یکی اینکه فشاری که از سوی زبان‌های اکثریت بر آنها وارد می‌شود و باعث می‌شود سخنگویان این زبان‌ها به دلیل پایگاه اجتماعی و اعتبار بالایی که زبان دیگر دارد، زبان خودشان را کنار بگذارند. عوامل بیرونی هم ممکن است در کاهش شمار سخنگویان یک زبان و قرار دادن آن در معرض خطر انقراض مؤثر باشند. برای مثال بلایای طبیعی مانند سیل، زلزله، بیماری و جنگ می‌تواند بر تعداد سخنگویان یک زبان اثر بگذارد. علت بعدی خود سخنگویان هستند که به دلیل اعتبار پایین آن زبان و بهایی که به آن داده نمی‌شود، تصمیم می‌گیرند به آن تکلم نکنند و با زبان دیگر که اعتبار بیشتری دارد صحبت کنند.
در این بحث، زبان‌ها و گویش‌های در خطر نابودی به ۶ گروه، دسته‌بندی شده‌اند. در این میان ۲۴ زبان یا گویش در ایران از زبان‌های ایرانی، ترکی و سامی جز آمار بالا هستند. اما نکته قابل توجه آن است که ۱۷ تای آنها جز زبان‌های ایرانی هستند. این در حالی است که «فریار اخلاقی»، مدیر گروه زبان و گویش رایج پژوهشگاه زبان‌شناسی سازمان میراث فرهنگی و گردشگری ایران اعتقاد دارد بیش از ۳۸ زبان از مجموع ۷۶ زبان زنده در ایران در خطر نابودی کامل هستند. طبق اعلام یونکسو ایران دارای ۳ زبان آسیب‌پذیر، ۱۴ زبان در معرض خطر، ۲ زبان به شدت در خطر نابودی، ۳ زبان در شرایط بحرانی و دو زبان منقرض شده (در سال‌های اخیر) دارد.
1. زبان‌های امن
2. زبان‌های باثبات ولی در معرض تهدید
3. زبان‌های آسیب‌پذیر: تالشی (ایرانی ۴۰۰٬۰۰۰ تن)، خلجی (ترکی ۲۰٬۰۰۰ تن)، ترکی خراسانی (۲۰۰٬۰۰۰ تن)
4. زبان‌های در معرض خطر: تاتی (ایرانی، جمعیت نامشخص)، آرامی (۲۴٬۰۰۰ تن)، هورامی (ایرانی ۲۳٬۰۰۰ تن)، جیدی (ایرانی ۳۰٬۰۰۰ تن)، وفسی (ایرانی ۱۸٬۰۰۰ تن)، آشتیانی (ایرانی ۲۱٬۰۰۰ تن)، سمنانی (ایرانی ۲۱٬۰۰۰ تن)، خوانساری (ایرانی ۲۱٬۰۰۰ تن)، گزی (ایرانی ۷٬۰۰۰ تن)، دری زرتشتی (ایرانی ۱۵٬۰۰۰ تن)، سوی (ایرانی ۷٬۰۰۰ تن)، بشاگردی (ایرانی ۷٬۰۰۰ تن)، اچمی (ایرانی ۸۰٬۰۰۰ تن)، سیوندی (ایرانی ۷٬۰۰۰ تن)
5. زبان‌های شدید در معرض خطر (به شدت در خطر نابودی): نطنزی (ایرانی ۷٬۰۰۰ تن)، نایینی (ایرانی ۷٬۰۰۰ تن)
6. زبان‌های کامل در معرض خطر (بحرانی): سنایا (آرامی ۶۰ تن)، مندائی (آرامی ۳۰۰ تن)، کوروشی (ایرانی ۲۰۰ تن)
7. زبان‌های منقرض شده: لشان ددان (آرامی) و هولئولا (آرامی)

زبان‌های زیر در خطر نابودی کامل قرار دارند:
1. زبان آشتیانی
2. زبان بشاگردی
3. زبان فارسیهود
4. زبان جیدی
5. زبان گزی
6. زبان گورانی
7. زبان خلجی
8. زبان ترکی خراسانی
9. زبان خوانساری
10. گویش کرشی
11. زبان اچمی
12. زبان مندائی
13. زبان نطنزی
14. زبان نائینی
15. زبان سمنانی
16. زبان سنایا
17. زبان سیوندی
18. زبان سوی
19. زبان تالشی
20. زبان تاتی
21. گویش وفسی
22. دری زرتشتی (گویش بهدینان)
23. لشان ددان
24. هولئولا

## زبان‌های ترکی

### زبان آذری
زبان ترکی آذربایجانی شاید پس از زبان ازبکی دومین زبان از زبان‌های ترکی باشد که بیشترین تأثیر را از فارسی گرفته است. این تأثیر بیشتر در واج‌شناسی، مجموعه لغات و ساختار بوده است و به صورت کمتر در صرف این زبان بوده است. تأثیر عناصر زبان‌های ایرانی بر اغوزی از آسیای میانه آغاز شده است. اتنولوگ جمعیت آذری زبان‌های ایرانی در سال ۲۰۲۵ میلادی را ۱۰٬۱۰۰٬۰۰۰ می‌داند و گسترش آن را در شمال (غربی) و مرکز ایران می‌داند.
اگر چه خطر انقراض، زبان ترکی آذربایجانی در ایران را تهدید نمی‌کند ولی آسیب‌ها و چالش‌های عمده ای دارد:
1. آب رفتن زبان ترکی و گسترش پدیده زبان فآذری: پدیده «زبان فآذری» (فارسی + آذری) به زبان ترکی آمیخته با واژگان و دستور زبان فارسی گفته می‌شود.  دو عامل در شکل‌گیری این پدیده نقش‌آفرینی کرده‌اند. نخست، رسانه‌ها و دوم، نظام آموزشی.
2. نازایی زبانی: با وجود مراکز علمی-پژوهشی مرتبط با زبان ترکی مانند بنیاد فرهنگ، هنر و ادب آذربایجان و دانشکده‌های مرتبط با زبان ترکی در دانشگاه‌های تبریز، زبان ترکی آذربایجانی دچار نازایی زبانی شده است. عواملی مانند فراموشی و رقیق‌تر شدن زبان مادری در روند انتقال شفاهی از یک نسل به نسل دیگر و عدم امکان معادل‌سازی و معادل‌یابی برای موضوعات، مفاهیم و اشیای جدید، می‌تواند آن زبان مادری را به زبانی نازا و ایستا تبدیل کند.
3. فقدان زبان و الفبای معیار و انشقاق زبانی: در کشورهای وسیعی مانند آمریکا، روسیه و چین نظام آموزشی و رسانه‌های سراسری، نقش مهمی در کم رنگ کردن لهجه‌های مختلف زبان‌های انگلیسی، روسی و چینی و تقویت یک لهجه استاندارد برای زبان‌های مادری ایفا کردند. در آذربایجان ایران اما عکس این موضوع را شاهد هستیم به طوری که به علت نبود رسانه‌های حرفه ای، نظام آموزشی و الفبای استاندارد و یکسان به زبان ترکی، لهجه‌های مختلف زبان ترکی (به‌طور مثال ترکی قشقایی و ترکی خلجی) در درک و فهم یکدیگر دچار مشکل بوده و در حال تبدیل شدن به زبان‌هایی مجزا (زبان قشقایی و زبان خلجی) هست.[۱۷]

### زبان ترکمنی
زبان ترکمنی در ایران و افغانستان با خط فارسی نوشته می‌شود. در کشور ترکمنستان تا سال ۱۹۲۸ خط فارسی و سپس خط لاتین جایگزین آن شد و در سال ۱۹۴۰ خط سریلیک جای آن را گرفت. در ۱۹۹۱ خط لاتین بر پایه خط ترکی (استانبولی) جایگزین خط سریلیک شد.

### زبان ترکی خراسانی
سازمان یونسکو از زبان‌های در معرض خطر جهان یا منسوخ شده، اطلسی تهیه کرده است که به صورت آنلاین و به کمک نقشه‌های گوگل قابل مشاهده است. در این لیست، برای کشور ایران ۲۵ زبان در معرض خطر نشان داده شده است که ترکی خراسانی یکی از این زبان‌ها است و با عنوان زبان آسیب‌پذیر (Vulnerable) از آن یاد شده است. این زبان بیشتر در استان خراسان شمالی صحبت می‌شود ولی در استان‌های خراسان رضوی و گلستان هم گویشور دارد. بیشتر کسانی که به زبان ترکی خراسانی سخن می‌گویند به زبان فارسی نیز مسلط هستند. نابودی تدریجی زبان ترکی خراسانی در شمال و مرکز خراسان رخ داده است.

### ترکی افشاری
ترکی افشاری یکی از لهجه‌های ترکی است که در استان کرمان متکلمین زیادی دارد، بسیاری در دو شهرستان بافت و ارزوئیه و بخش قابل توجهی از شهرستان‌های سیرجان، بردسیر و حاجی‌آباد به ترکی افشاری تکلم می‌کنند. تعداد ترکان افشار کرمان حداقل ۷۰هزار نفر برآورد شده است. به علت عدم حمایت، این زبان در معرض نابودی است و متولدین دهه هشتاد به بعد، زبان مادری را استفاده نمی‌کنند و با ادامه پیدا کردن این روند، این زبان در آینده نابود خواهد شد. بچاقچی‌ها یکی دیگر از ایلات بزرگ ترک کرمان هستند که در سیرجان و بافت ساکن هستند و به زبان ترکی افشاری تکلم می‌کنند، زبان این ایل نیز در حال نابودی است. لازم است ذکر شود هر دو ایل افشار و بچاقچی در دوران صفویه، افشاریه و قاجاریه از آذربایجان و فارس به کرمان مهاجرت کرده‌اند.

### ترکی قشقایی
زبان ترکی قشقایی یکی از لهجه‌های شاخه جنوب غربی زبان ترکی است که قشقایی‌ها بدان تکلم می‌کنند. در واژگان قشقایی تأثیر زبان فارسی مشخص است، در متون جمع‌آوری شده توسط دوئرفر و همکارانش از فیروزآباد دخیل‌های فراوان عربی دیده می‌شود. واژگان حکومتی و نظامی مانند پاسبان، پیکان و شاه بیشتر از فارسی وارد این زبان شده‌اند. قاموس دینی بیشتر ریشه عربی دارد اما از فارسی وارد این زبان شده‌اند و ویژگی‌های فارسی‌شان را حفظ کرده‌اند. واژگان پزشکی نیز تحت تأثیر فارسی است مانند بیمار، درد و دارو. بنا به یک پژوهش، در فیروزآباد قشقایی‌ها در همه سنین از زبان مادری در حوزه‌های دوستانه و خانوادگی استفاده می‌نمایند، اما در شیراز افراد زیر بیست سال خانواده‌های ترک‌زبان تمایل چندانی به استفاده از زبان مادری ندارند. در شیراز در حوزه‌های مختلف زبان غالب فارسی است و در موقعیت‌های غیررسمی در بعضی از مواقع زبان مادری استفاده می‌شود در صورتی که در فیروزآباد در شرایط مشابه ترکی ترجیح داده می‌شود. ترکی در شیراز به شدت تحت تأثیر فارسی است. زبان قشقایی در میان جوانان به تدریج در حال از دست دادن کاربری‌اش است.

### قزاقی
جمعیت قزاق‌های ایران بیش از ۵٫۰۰۰ نفر است که در شهرهای گرگان، بندر ترکمن و گنبد کاووس زندگی می‌کنند. بیشتر آن‌ها در اوایل قرن بیستم از قزاقستان شوروی به ایران مهاجرت کردند. زبان قزاقی در بین آن‌ها رایج است.

### خلجی
نشانه‌هایی تاریخی نشان می‌دهد که خلج‌ها احتمال دارد در اصل مردمی آریایی‌نژاد و گروهی از سکاها بوده‌اند که در آسیای میانه ترک‌زبان شده‌اند. مردم خلج از نظر فرهنگی ایرانی محسوب می‌شوند. امروزه زبان خلجی در معرض انقراض قرار دارد و جای خود را بین نسل جدید خلجی‌ها به فارسی داده است. نسل جدید تنها در حد درک مطلب با این زبان آشنائی دارند و دیگر در میان خود از این زبان استفاده نمی‌کنند. بر اساس آمار سایت اتنولوگ تعداد گویش وران زبان خلجی در ایران ۴۲٫۱۰۰ نفر می‌باشد.
بچاقچی، یکی از بزرگ‌ترین ایلات استان کرمان است. ایشان شیعه‌مذهب هستند و در گذشته به گویشی از ترکی صحبت می‌کردند ولی امروزه بیشتر شهرنشین شده و به فارسی صحبت می‌کنند. واژه بچاقچی در ترکی به معنای چاقوساز است و گویا از نام یکی از رؤسای گذشته ایل گرفته شده است.

## زبان‌های کُردی
زبان کردی یکی از زبان‌های هند و اروپایی در شاخهٔ زبان‌های ایرانی غربی است. همچنین کردی به زنجیره گویشی ای گفته می‌شود که کُردها هم اینک با آن سخن می‌گویند. زبان کُردی یا زبان‌های کُردی از زبان‌های ایرانی شاخه شمال غربی هستند که با زبان فارسی خویشاوندی دارند. تعریف یک زبان به عنوان «کُردی» همواره دستخوش عوامل غیر زبان‌شناختی به‌ویژه عوامل سیاسی و فرهنگی است. در واقع «زبان کُردی» به مانند «زبان فارسی» به معنای یک زبان با یک شکل استاندارد و مرز و تعریف مشخص نیست، بلکه امروزه به طیفی از زبان‌های ایرانی شمال غربی گفته می‌شود که گاه به هم نزدیک و گاه نسبت به هم از نظر زبان‌شناسی دور هستند.

## زبان لری
زبان لری یکی از زبان‌هایی است که حیاتش به دلایل مختلف درون و برون قومی، در معرض تهدید است. با توجه به استفادهٔ وافر و نسنجیده از شیوهٔ واژه‌گزینی، این شیوه به مهم‌ترین عامل آسیب‌رسان به زبان لُری تبدیل شده است. امروزه تعامل اقوام و ملل به شکل عجیبی گسترش یافته است و این امر موجب تأثیرگذاری بیش از پیش بر روی یک‌دیگر در همه عرصه‌ها شده است. در این خصوص، تأثیر زبان‌ها بر یک‌دیگر برای بعضی از اقوام به فرصت و برای برخی دیگر به تهدیدی جدی تبدیل شده است. برخی از زبان‌ها به دلیل برخورداری از عوامل رشد زبان که بیش‌تر درون‌قومی است دارای فرصت و برخی دیگر به دلیل عدم برخورداری از این عوامل مورد تهدید روزافزون و خطر از دور خارج شدن هستند. به نظر می‌رسد لُری در زمرهٔ زبان‌های دستهٔ دوم یعنی زبان‌های مورد تهدید قرار می‌گیرد. این قوم به علت نداشتن رسم‌الخط مشخص و واحد و نیز به علت شرایط خاص زیستی خود، موفق به مکتوب نمودن آثار ادبی خود نشده و از سوی دیگر در سال‌های اخیر نسل جدید مردمان لرتبار به فارسی صحبت کردن و دوری از زبان‌های بومی گرایش پیدا کرده‌اند که هر دوی این عوامل خطری برای ادامه حیات زبان‌های مردم لر می‌باشند. پرهیز از لری صحبت کردن در میان قشر تحصیل کرده و به ویژه جامعه دانشگاهی لرها بیش از قشرها دیگر شدت یافته است.

## زبان لکی
زبان لکی زبان طوایف لک ایران و از زبان‌های ایرانی شاخه شمال غربی رایج در مناطق غرب ایران است. حدود یک‌ونیم میلیون نفر شامل یک میلیون نفر با زبان مادری (۲۰۰۲) به این زبان سخن می‌گویند.
بسیاری از منابع از جمله دانشنامه آتنولوگ آن را شاخه‌ای از زبان‌های کردی می‌دانند اما با این حال برخی نیز آن را زبانی مستقل و یا گویشی از زبان لری میدانند. برخی نیز لکی را بازماندهٔ فارسی باستان میدانند. ایرانیکا و همچنین گلاتولوگ  لکی را شاخه ایی از زبان های کردی میدانند. دائرةالمعارف بزرگ اسلامی نیز، لکی را لهجه ایی از زبان کردی دانسته است. در فرهنگ دهخدا، لکی، «لهجه ای از زبان کردی که مردم هرسین و کوهدشت و توابع بدان سخن گویند.» تعریف شده است. برخی از زبانشناسان لکی را در شاخه کردی جنوبی طبقه‌بندی کرده‌اند. برخی از منابع زبان‌شناسی لکی را در شاخه زبان‌های کردی از شاخه زبان‌های ایرانی‌تبار غربی قرار داده‌اند.
اما به تازگی برخی از زبانشناسان رویکرد جدیدی را در این مورد آغاز کرده‌اند که دربارهٔ طبقه‌بندی لکی به عنوان یکی از گویش های زبان کردی یا یکی از زبان های کردی  ابهام دارد. فرامرز شهسواری زبان لکی را یک شاخهٔ مستقل زبان‌های ایرانی در گروه شمال غربی و جدا از کُردی و لُری می‌داند. همچنین محمد دبیرمقدم در کتاب رده‌شناسی زبان‌های ایرانی لکی را به عنوان زبانی مستقل و جدا از کُردی و لُری طبقه‌بندی کرده‌است. در کتاب فرهنگ و واژه‌نامهٔ لکی کیان به نقل از کتاب جغرافیای نظامی ایران آمده: «زبان لکی از زبان‌های فارسی قدیم ایران می‌باشد که به علت کوهستانی بودن جایگاه آن مردم، از نفوذ واژه‌های بیگانه محفوظ مانده‌است.» راولینسون لکی را مشتق شده از فارسی باستان میدانست که همزمان با زبان پهلوی به صورت جداگانه صحبت شده است. ویلیام فرالی، لکی را شاخه‌ای از زبان لری می‌داند. در کتاب شاعران پارسی گوی لک نیز، از لکی به عنوان بازمانده فارسی باستان یاد شده است. احسان یارشاطر زبان شناس ایرانی در کتاب زبانها و لهجه‌های ایرانی، لکی را یکی از لهجه های زبان لری می‌داند. مهرداد ایزدی و نادر انتصار لکی را گویشی از گورانی و گورانی را زیر‌شاخه زبان کُردی میدانند. هر چند که از سدهٔ بیستم به بعد، برخی از زبان شناسان، خود گورانی را یک زبان مستقل و جدا از کُردی طبقه بندی کرده اند.
زبان لکی در مرداد ماه ۱۳۹۶ با در خواست استان لرستان به عنوان یک زبان ایرانی ثبت ملی شد. زبان لکی یکی از زبان‌های بسیار قدیمی است. تعداد واژه‌ها در این زبان را تا ۳۰ هزار واژه اعلام کرده‌اند. در زبان لکی کنونی هنوز بسیاری از لغات، اصطلاحات و واژه‌های موجود در زبان اوستا به همان شکل اولیه بدون هیچ تغییری رایج و معمول هستند.
لکی زبانی است تقریباً منظوم و مملو از اشعار، ضرب‌المثل‌ها، تمثیل‌ها، افسانه‌ها و بسیاری از کلمات و جملات آن دارای اوزان عروضی است، با این تفاوت که شعر لکی همه‌جا ۱۰هجایی است، اما گاهی ۸ و ۱۲هجایی نیز دارد.
زبان و ادبیات لکی در معرض فراموشی و آسیب جدی است. رسم‌الخط واحدی در نوشتار برای زبان لکی وجود ندارد. عبدالعلی میرزانیا کارشناس، شاعر و پژوهشگر زبان لکی می‌گوید: واژه‌های زبان لکی در معرض فراموشی قرار دارند که این موضوع هشداری جدی برای مقابله با آسیب رسیدن به این زبان کهن است.

## زبان گیلکی
مردم گیلک زبان با گویش‌های مختلف سخن می‌گویند که ریشه در زبان‌های ایران باستان دارد. بررسی‌هایی نشان می‌دهد زبان گیلکی در خطر است و پدران و مادران گیلک‌زبان به خصوص در شهرهای گیلک‌نشین اصرار دارند فرزندانشان فارسی صحبت کنند. این عامل، با کاهش دانسته‌های واژگان گیلک زبان‌ها، از یک سو باعث اختلال در فرایند زایش واژگانی و دستوری گیلکی می‌شود و از سوی دیگر با تشدید دو زبانه شدن گیلکی و استفاده اجباری گیلک‌ها از واژگان فارسی در گفتگوهایشان، فرایند مرگ تدریجی گیلکی را شتاب می‌دهد. دکتر مریم‌سادات فیاضی عضو هیئت علمی زبان و ادبیات پژوهشکده گیلان‌شناسی با اشاره به اینکه بنابر اعلام مؤسسه مکس پلانک، زبان گیلکی دومین زبان ایرانی در معرض خطر است، گفت: گیلکی را می‌توان در طبقه‌ای میان «آسیب‌پذیر» و «به شدت در معرض خطر» جای داد. بر اساس اطلس زبان‌های در معرض خطر یونسکو، زبان‌های جهان را می‌توان در شش طبقه «سالم»، «آسیب‌پذیر»، «نسبتاً در معرض خطر»، «به شدت در معرض خطر»، «بحرانی» و «منقرض‌شده» جای داد. «زبان‌های سالم» گویشورانی دارد که زبان‌شان را از نسلی به نسل دیگر منتقل می‌کنند، «زبان‌های آسیب‌پذیر» شامل زبان‌هایی است که گویشوران خردسالش در برخی از مناطق و در پاره‌ای موقعیت‌های خاص به آن سخن می‌گویند، «زبان‌های در معرض خطر» شامل دسته‌ای است که کودکان آن زبان را به عنوان زبان مادریشان در خانه نمی‌آموزند، «زبان‌های به شدت در معرض خطر» به زبان‌هایی گفته می‌شود که گویشورانشان افراد کهنسال هستند و اگر چه نسل جوان‌تر (پدرها و مادرها) کاملاً آن را متوجه می‌شوند اما آن را به کودکان خود نمی‌آموزند، گویشوران «زبان‌های بحرانی» کهنسالانی هستند که در بافت‌هایی خاص به زبان خود تکلم می‌کنند و «زبان‌های منقرض‌شده» گویشور ندارند. با توجه به تقسیم‌بندی پیش‌گفته گیلکی را می‌توان در طبقه‌ای میان «آسیب‌پذیر» و «به شدت در معرض خطر» جای داد.

## زبان مازندرانی
محدوده جغرافیایی فعلی زبان مازندرانی (طبری) از مرز گیلان در غرب تا دشتهای گرگان در شرق امتداد دارد. مرز جنوبی زبان مازندرانی تا حدودی ناشناخته است و این زبان فراتر از رشته کوه البرز، شامل فیروزکوه و دماوند می‌شود و تمام مسیر جنوب به حومه تهران در شمیرانات، لواسانات، رودهن و غیره را در بر می‌گیرد. روستای ولاترو استان البرز که گویش آن توسط لامبتون (۱۹۳۸) ضبط شده است نیز گویشی از زبان مازندرانی می‌باشد. در حاشیه جنوب شرقی مازندران، مجموعه ای از شهرها دراطراف شهر سمنان مانند سنگسر (مهدی شهر)، سرخه، لاسجرد، افتر وجود دارد که گویش آن دارای خصوصیات مشترک قابل توجهی با زبان مازنی است به خصوص گویش شهمیرزادی که گونه ای از زبان مازندرانی است. زبان مازنی تنها در کشور ایران تکلم می‌شود. زبان مازندرانی از خرده‌زبان‌های در خطر مرگ است. محمد صالح ذاکری پژوهشگر زبان مازندرانی نسبت به خطر نابودی این زبان کهن دارای ریشه هندی اروپائی هشدار داد و گفت که بر اساس نتایج یک تحقیق ۶۰ درصد خانواده‌های مازندرانی در جمع خانوادگی هم به زبان فارسی مکالمه می‌کنند. او در نشستی با موضوع آینده زبان مازندرانی افزود: رغبت نداشتن خانواده‌های مازندرانی برای آموزش زبان بومی به فرزندانشان، مهم‌ترین علت به خطر افتادن زبان مازندرانی است. وی محدود شدن حوزه کاربرد، تأثیر زبان‌های دیگر و دلسردی و نداشتن اعتماد به نفس کاربران در استفاده از زبان مادری را از دیگر عوامل تهدیدکننده زبان مازندرانی برشمرد. ذاکری با بیان اینکه نگرش مثبتی به زبان مازندرانی در خانواده‌ها وجود ندارد، گفت: این نگرش منفی در دختران بیشتر از پسران و در کودکان و نوجوانان بیشتر از بزرگسالان است.

## زبان تالشی
زبان تالشی نام یک گروه زبانی، از زبان‌های ایرانی شمال غربی است. زبان تاتی نزدیک‌ترین زبان از زبان‌های ایرانی شمال غربی، به زبان تالشی است؛ به گونه‌ای که برخی منبع‌های زبان‌شناسی، مانند اتنولوگ، این دو را یک گروه زبانی دانسته‌اند. طبق اعلام اطلس زبان‌های جهان این زبان در خطر انقراض قرار دارد.

## زبان تاتی
تات‌های ایران به زبان تاتی سخن می‌گویند. از دستهٔ زبان‌های ایرانی شاخه شمال غربی است. گویش‌های این زبان روزگاری از آذربایجان تا شمال خراسان گسترده بود ولی امروزه با ترک‌زبان و فارسی‌زبان شدن بخشی از شمال‌باختری ایران تنها جزیره‌هایی از گویش‌های تاتی در منطقه به جا مانده است. طبق اعلام اطلس زبان‌های جهان این زبان در خطر انقراض قرار دارد.

## زبان‌های کومشی
زبان‌های کومشی گروهی از زبان‌های ایرانی شاخهٔ شمال غربی و زیرمجموعه زبان‌های حاشیه دریای خزر هستند. که در استان سمنان توسط مردم سمنانی گویش می‌شود. زبان‌های کومشی مرز انتقال بین گویش‌های حاشیه دریای خزر با زبان‌های ایران مرکزی می‌باشد. برخی از این گویش‌ها مانند سنگسری و افتری تحت تأثیر زبان مازندرانی هستند. در منابع شش زبان جزو این گروه ذکر شده است، که بر سر گویش بودن برخی از آنان اختلاف وجود دارد.

## زبان بلوچی
زبان بلوچی از زبان‌های ایرانی شمال باختری است و با زبان‌های تاتی، کردی، گیلکی و تالشی نزدیکی زیادی دارد. بلوچی بیشتر رابطه نزدیکی با زبان پارتی تا زبان پارسی میانه دارد برای همین به نظر می‌رسد گویشوران این زبان در گذشتهٔ دور از نواحی شمالیِ ایران امروزی به بلوچستان کنونی کوچیده باشند. سخنگویان بلوچی احتمالاً نخست در حاشیه دریای خزر می‌زیستند و در حدود قرن ۴ق/۱۰م به مناطقی که اکنون هستند مهاجرت کردند.

## زبان عربی
زبان عربی خوزستانی گویشی از زبان عربی و بسیار نزدیک به لهجه عربی بین‌النهرینی است که در جنوب غرب ایران به ویژه استان خوزستان و نواحی جنوبی استان ایلام توسط مردم عرب بدان تکلم می‌شود.

## زبان اچمی
زبان اصلی که در لارستان صحبت می‌شود به نام یا اچُمی است که به نام های لاری یا خودمونی شناخته می‌شود. این زبان یکی از زبان‌های ایرانی جنوب غربی و از زیر شاخه های زبان پارسی میانه است. زبان لارستانی وام‌واژه‌های عربی کمی دارد و بسیار خالص‌تر از زبان فارسی و جدا از زبان فارسی است. این زبان، حداقل دارای پنج گویش لاری، بستکی، خنجی، اوزی و گراشی است.

## وضعیت زبان‌های اقلیت در ایران

### زبان ارمنی
اقتباس زبان ارمنی از زبان‌های ایرانی بیشتر به زبان پهلوی اشکانی در دوره اشکانیان بازمی‌گردد. بعضی از کلمات پهلوی اشکانی یا ساسانی در زبان ارمنی حفظ شده و هنوز به کار برده می‌شوند در صورتی که در فارسی کنونی آن کلمات دیگر کاربرد ندارند. به این ترتیب می‌توان از طریق زبان ارمنی برخی از واژه‌های متروک و منسوخ پهلوی را یافت. تعدادی واژه در زبان ارمنی وجود دارد که مشابه آن در زبان پهلوی موجود است ولی در زبان فارسی کنونی از آن‌ها استفاده نمی‌شود. زبان ارمنی امانت دار صدیقی برای این واژه‌های اصیل پهلوی بوده است.

### زبان گرجی
زبان گرجی تنها در بین عده محدودی از گرجی‌های ایران رواج دارد. آن‌ها گروهی از مردم گرجی و یکی از قومیت‌های ساکن ایران هستند که نیاکان آن‌ها اغلب به دلیل مقاومت در برابر پادشاهان ایران، از وطن خود گرجستان، به ایران تبعید می‌شدند. به‌طوری‌که در طول حکومت سلسله‌های صفویه، افشاریه و قاجاریه حدود سیصد هزار گرجی در قزوین، گیلان، مازندران، گلستان، اصفهان، فارس، خراسان، تهران و یزد ساکن شده‌اند. امروزه پس از گذشت حدود سه سده، تنها صد هزار تَن از آنان قابل شناسایی هستند که از این میان برخی از گرجی‌های مناطقِ ساحلیِ شمالِ ایران با حفظ برخی از عناصر فرهنگی خود یعنی لباس، رقص، موسیقی، آشپزی و معماری شناخته می‌شوند و همچنین بعضی از گرجی‌های مناطقِ کوهستانیِ غربِ اصفهان به واسطهٔ گویش به زبان گرجی قابل شناسایی هستند.

### زبان آشوری
زبان آشوری توسط آشوریان ایران در کنار زبان فارسی به کار می‌رود.

### زبان چرکسی
چرکس‌ها در ایران قادر به سخن گفتن به زبان چرکسی نیستند و به زبان فارسی سخن می‌گویند. چرکس‌ها پس از گرجی‌ها، دومین گروه بزرگ قفقازی در ایرانشهر هستند.
زبان های ناخچی
ناخچی های ایران مخصوصا چچنی ها قادر به صحبت به زبان چچنی خود نیستند و چچنی ها کوچکترین گروه قفقازی ساکن در ایران هستند .

## لینک‌های مرتبط
- بریتانیکا
- گزارش سازمان سیا بایگانی‌شده  در ۳ فوریه ۲۰۱۲ توسط Wayback Machine
- پویش فرهنگهای مختلف ایران
- گزارش اتنولوگ از ایران بایگانی‌شده  در ۱۹ اوت ۲۰۱۲ توسط Wayback Machine